# 肩関節

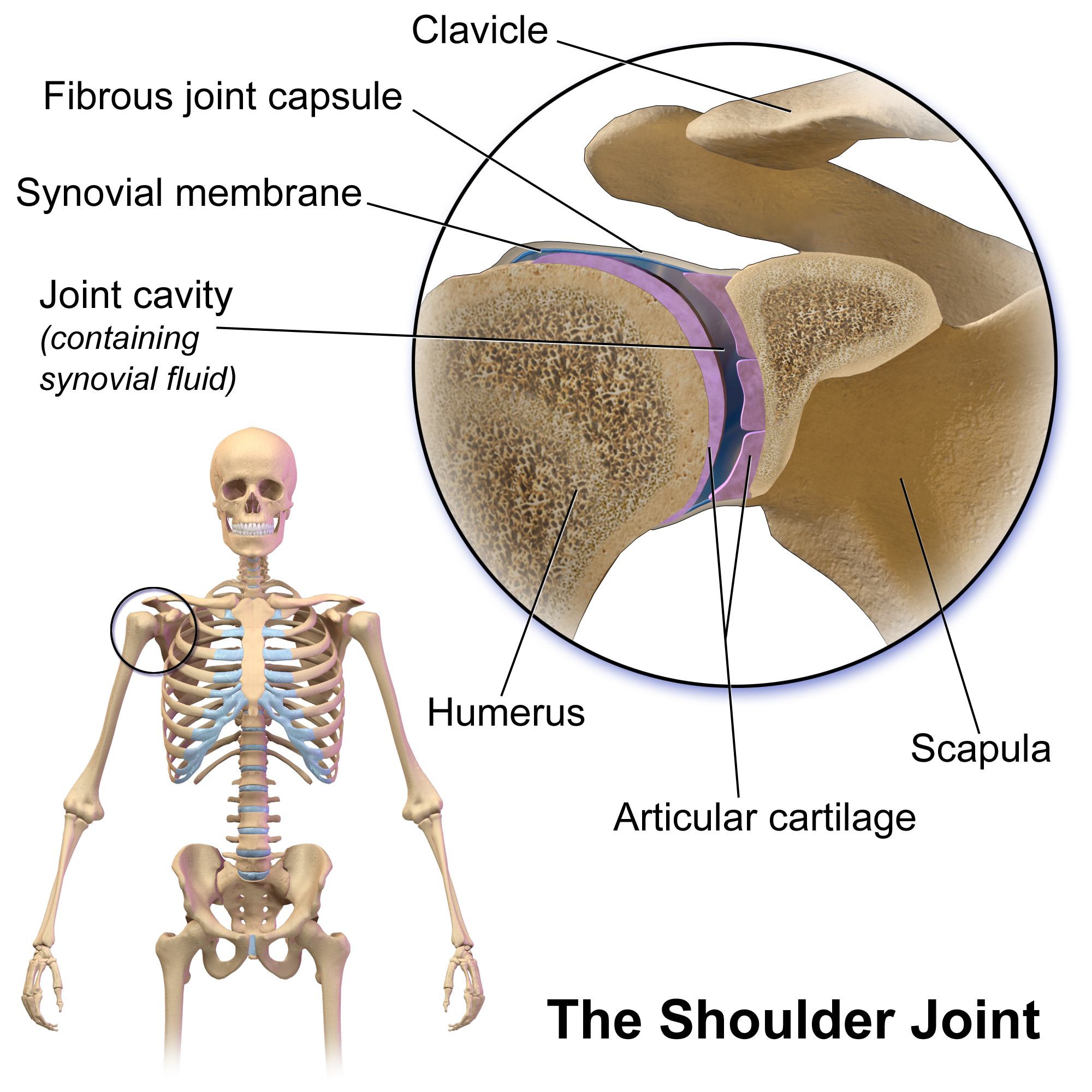
肩関節（肩甲上腕関節）。円内図の右が肩甲骨、左が上腕骨

棘上筋による肩関節の動き

肩関節（けんかんせつ）は、肩にある関節。一般的には肩甲上腕関節（第一肩関節）の事を指し（肩甲骨と上腕骨をつなぐ間の部分で、肩甲骨の関節窩と上腕骨頭で形成された関節部分）、これを狭義の肩関節という。広義の肩関節は、肩甲骨、上腕骨、鎖骨、胸骨、胸郭に関連する5つの関節（文献によっては、肩甲上腕関節・肩鎖関節・胸鎖関節の3つの場合もある）で構成されており、肩複合体と呼ばれることもある。
広義の肩関節5つは以下の通り。
- 肩甲上腕関節（第一肩関節）
- 第二肩関節
- 肩鎖関節 - 肩峰関節面と鎖骨肩峰端にある関節面との間の平面関節
- 胸鎖関節 - 胸骨と鎖骨との間の関節（形態学的には鞍関節、機能的（運動学的）には球関節）
- 肩甲胸郭関節 - 肩甲骨と胸郭との間の関節

これらは解剖学的関節と機能的関節に分けられることもある。